# ガイウス・テレンティウス・ウァロ
ガイウス・テレンティウス・ウァッロ (ラテン語: Gaius Terentius Varro) は、共和政ローマの政務官。紀元前216年の執政官を務めたが、カンナエの戦いで敗軍の将となった。

## 経歴

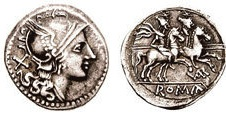
紀元前3世紀末に氏族が鋳造したデナリウス銀貨

### 出自
テレンティウス氏族はプレプス（平民）の出身で、氏族からは彼が最初の執政官である。次の執政官は紀元前73年のマルクス・テレンティウス・ウァッロ・ルクッルスまで待たねばならない。紀元前1世紀には他に学者として有名なマルクス・テレンティウス・ウァロ、詩人のウァロ・アタキヌスなどが出ている。
リウィウスによれば、卑しくさもしい身分の出身で、父親は肉を売り歩く商売をしていたが、彼はその下働きをしていたと伝えられている。父の残したお金で地位の向上を図り、クァエストル、アエディリス・プレビスとクルリス、プラエトルと務めた後に執政官を目指したとあることから、ウァッロは遅くとも紀元前222年までにクァエストルを、紀元前221年までにアエディリス・プレビスを、紀元前220年までにアエディリス・クルリスを務めたと考えられている。このアエディリスの時、ローマ祭の準備中ユーピテルの馬車に美しい俳優を乗せていたことが後に思い出され、ユーノーの怒りを招いたからカンナエで負けたのだと考えられたという。
紀元前218年にプラエトルに選出されたとすれば、他の3人のプラエトルとの兼ね合いから、彼の担当はサルディニアであったと考えられている。

### 敗戦

第二次ポエニ戦争の図。イタリアのかかとのアキレス腱のあたりがカンナエ

第二次ポエニ戦争中の紀元前216年、ルキウス・アエミリウス・パウルスとともに執政官に選出された。同年8月2日、当日の軍の指揮官にあたり、ハンニバル率いるカルタゴ軍との決戦を望んだためカンナエの戦いが起こった。
敗北の後、敗残兵をカヌシウム（現カノーザ・ディ・プーリア）へ集結させ、カンナエでの敗北で同僚のパウッルスが戦死し、自分はカヌシウムで1万の敗残兵を集めたがまとめきれていないこと、カルタゴと捕虜の身代金や戦利品の交渉を行っていたことをローマへ伝えた。この悲報にローマでは大騒ぎとなり、元老院は混乱を拡大しないため喪に服する期間を30日に制限した。
オスティアで艦隊を指揮していたプラエトルのマルクス・クラウディウス・マルケッルスがカヌシウムへ派遣され、敗残兵を引き継ぐと同時にウァッロに可及的速やかにローマへ帰還するよう命令が下された。カンナエで捕虜になった者たちの身代金は支払われない事が決定され、多くの同盟国がローマに反旗を翻したが、ウァッロが帰国すると、人々は彼に大敗の責任があることを知ってはいたものの、多くの人々が集まる広場で「共和国に望みを失っていない」として感謝の意をもって迎えられたという。
戦いに反対していたパウッルスは死に、敗北の責任者のウァッロが生き残った上に感謝までされたのは、フォルトゥーナに愛されていたからだと言われている。
これまでの敗戦で元老院の人員不足が顕著となったため、新たな議員の選出が必要とされた。様々な意見が出たが、本来元老院議員の名簿改訂はケンソルの役目なため、現存する中で最も早くケンソルに就任した経験のあるものを独裁官として選出し、その任に当てることが決定された。独裁官の選出は執政官の役割なため、アプリアにいたウァッロが呼び戻され、彼はマルクス・ファビウス・ブテオを選出した。ブテオによって名簿が改訂されると、ウァッロは翌年の選挙管理を嫌って任地へ戻った。
翌紀元前215年、ウァッロはプロコンスルとしてインペリウムが延長され、引き続きアプリアを守備した。その後、プラエトルであったマルクス・ウァレリウス・ラエウィヌスに軍を引き継ぎ、彼自身はアドリア海に面したピケヌムへと派遣され、紀元前213年までプロコンスルとしてその地を守備した。

### エトルリア
紀元前208年、エトルリアで離反の動きがあり、特にアッレティウム（現アレッツォ）の動きが不穏であったため、町から人質を取ることが決定され、プロプラエトルのガイウス・ホスティリウス・トゥブルスが派遣された。ウァッロはトゥブルスから人質を受け取りローマへ送り届ける役割を与えられた。報告によってエトルリアの状況が深刻であることが本国に伝わると、ウァッロは1個軍団を率いてアッレティウムを占領するよう命じられたが、アッレティウムの政務官の対応が不誠実であったため、トゥブルスに警戒を呼びかけたという。
翌前207年、前年戦死した執政官ティトゥス・クィンクティウス・クリスピヌスの軍をタレントゥム（現ターラント）で引き継ぐこととなったトゥブルスを補佐するため、ウァッロはプロプラエトルとしてエトルリアへ派遣された。この年、ハスドルバルが侵攻の動きを見せていたが、アルプス越えは春以降であると考えられたため、ハンニバルのイタリア侵入以来初めてコミティウムが休みとされ、アエディリスの主催するゲームや祭りが執り行われた。ウァッロは2個軍団をもってエトルリアを守備した。執政官マルクス・リウィウス・サリナトルが翌年のプロコンスルとしてエトルリアへ派遣されると彼に奴隷の軍団を引き継いだ。

### その後
紀元前203年、ローマと同盟するギリシャの国々が、マケドニア王国のピリッポス5世が支援を求める彼らの使者を受け入れず、更にカルタゴに4000の援軍を送ったという情報をもたらしたため、ピリッポスの条約違反を問いただすための使節団が派遣された。この一人にウァッロは選ばれている。
紀元前200年、カルタゴの反ローマ派の活動が活発になっていたため、カルタゴ側に彼らを引き渡すよう交渉する使節団が派遣された。また使節にはマシニッサに対して、ヌミディア統一の祝辞を伝え、ピリッポス5世と開戦したため、ヌミディア騎兵の援軍を求める役と、恭順の意を示していたシュファクスの子ウェルミナとの交渉が任された。この使節団の一人としてウァッロは選ばれ、五段櫂船の使用が許可された。またこの年のウェヌシア入植三人委員の一人として、プブリウス・コルネリウス・スキピオ・ナシカ、ティトゥス・クィンクティウス・フラミニヌスと共に選ばれている。

### 逸話
フロンティヌスによれば、彼は敗戦後、髪の毛とひげを整えず、食事の時も横にならず、人々から栄誉を与えられてもそれを受けず、ただひたすら国のために尽くす姿を見せ続け、国家には自分よりも幸運な政務官が必要だと語ったという。また、独裁官職の提示を拒否したとも伝わる。そのことで人々は彼を赦し、彼の人格は高く評価されたという。